# Liste der Friedhöfe in Blieskastel
Die Liste der Friedhöfe in Blieskastel gibt eine Übersicht über Friedhöfe und ehemalige Begräbnisstätten in der saarländischen Stadt Blieskastel. Zurzeit nutzt Blieskastel neunzehn Begräbnisplätze, davon sind achtzehn herkömmliche Friedhöfe, eine weitere ist eine Waldruhestätte. Drei weitere Friedhöfe sind nur gewissen Personen bestimmt: Auf dem Ehrenfriedhof in der Tiergartenstraße sind Verstorbene des Zweiten Weltkrieges beigesetzt, auf dem Klosterfriedhof am Klosterweg werden ausschließlich Angehörige des ehemaligen Kapuzinerklosters beigesetzt und auf dem Israelitischen Friedhof, ebenfalls am Klosterweg nur Angehörige jüdischen Glaubens.

## Liste
| Name, Bezeichnung          | Adresse               | Koordinaten                      | Stadtteil         | Fläche | Datum Öffnung/ Schließung | Konfession | Trägerschaft           | Denkmal, Bemerkung                                                       | Foto |
| -------------------------- | --------------------- | -------------------------------- | ----------------- | ------ | ------------------------- | ---------- | ---------------------- | ------------------------------------------------------------------------ | ---- |
| Friedhof Blieskastel       | Blickweilerstraße     | 49° 13′ 57″ N, 7° 15′ 25″ O      | Blieskastel       | ? ha   |                           |            | Stadt Blieskastel      |                                                                          |      |
| Friedhof Alschbach         | Friedhofstraße        | 49° 14′ 24″ N, 7° 14′ 4″ O       | OT Alschbach      | ? ha   |                           |            | Stadt Blieskastel      |                                                                          |      |
| Friedhof Altheim           | Mittelbacher Straße   | 49° 10′ 27″ N, 7° 18′ 45″ O      | OT Altheim        | ? ha   |                           |            | Stadt Blieskastel      |                                                                          |      |
| Friedhof Aßweiler          | Saarpfalz-Straße      | 49° 13′ 3″ N, 7° 11′ 47″ O       | OT Aßweiler       | ? ha   |                           |            | Stadt Blieskastel      |                                                                          |      |
| Friedhof Ballweiler        | Biesinger Straße      | 49° 12′ 35″ N, 7° 13′ 9″ O       | OT Ballweiler     | ? ha   |                           |            | Stadt Blieskastel      |                                                                          |      |
| Friedhof Bierbach          | Pfalzstraße           | 49° 15′ 45″ N, 7° 16′ 30″ O      | OT Bierbach       | ? ha   |                           |            | Stadt Blieskastel      |                                                                          |      |
| Friedhof Biesingen         | Im Dorf               | 49° 13′ 7″ N, 7° 12′ 8″ O        | OT Biesingen      | ? ha   |                           |            | Stadt Blieskastel      | Friedhofshalle im Stadtteil Aßweiler wird mitbenutzt                     |      |
| Friedhof Blickweiler       | Zum Osterberg         | 49° 12′ 50″ N, 7° 14′ 44″ O      | OT Blickweiler    | ? ha   |                           |            | Stadt Blieskastel      |                                                                          |      |
| Waldruhestätte Blickweiler | Zum Osterberg         | 49° 12′ 55″ N, 7° 14′ 28″ O      | OT Blickweiler    | ? ha   |                           |            | Stadt Blieskastel      |                                                                          |      |
| Friedhof Böckweiler        | Fritz-Schunck-Straße  | 49° 11′ 11″ N, 7° 17′ 29″ O      | OT Böckweiler     | ? ha   |                           |            | Stadt Blieskastel      |                                                                          |      |
| Alter Friedhof Breitfurt   | Bliesdalheimer Straße | 49° 12′ 2,97″ N, 7° 14′ 47,47″ O | OT Breitfurt      | ? ha   |                           |            | Stadt Blieskastel      |                                                                          |      |
| Neuer Friedhof Breitfurt   | Böckweilerstraße      | 49° 11′ 48″ N, 7° 15′ 11″ O      | OT Breitfurt      | ? ha   |                           |            | Stadt Blieskastel      |                                                                          |      |
| Friedhof Brenschelbach     | Kiefernstraße         | 49° 9′ 15″ N, 7° 20′ 36″ O       | OT Brenschelbach  | ? ha   |                           |            | Stadt Blieskastel      |                                                                          |      |
| Friedhof Lautzkirchen      | Am Mühlgraben         | 49° 15′ 13″ N, 7° 15′ 8″ O       | OT Lautzkirchen   | ? ha   |                           |            | Stadt Blieskastel      |                                                                          |      |
| Friedhof Mimbach           | Breitfurter Straße    | 49° 13′ 50″ N, 7° 15′ 58″ O      | OT Mimbach        | ? ha   |                           |            | Stadt Blieskastel      |                                                                          |      |
| Friedhof Pinningen         | Seyweilerstraße       | 49° 10′ 8″ N, 7° 17′ 25″ O       | OT Pinningen      | ? ha   |                           |            | Stadt Blieskastel      | Friedhofshalle im Stadtteil Altheim wird mitbenutzt                      |      |
| Friedhof Niederwürzbach    | Zum Petersberg        | 49° 14′ 29″ N, 7° 12′ 4″ O       | OT Niederwürzbach | ? ha   |                           |            | Stadt Blieskastel      | unmittelbar nördlich liegt der aufgelassene Alte Friedhof                |      |
| Friedhof Seelbach          | Zum Hirtengarten      | 49° 13′ 41″ N, 7° 11′ 21″ O      | OT Seelbach       | ? ha   |                           |            | Stadt Blieskastel      | Friedhofshalle im Stadtteil Aßweiler oder Niederwürzbach wird mitbenutzt |      |
| Friedhof Webenheim         | Wattweilerstraße      | 49° 14′ 19″ N, 7° 16′ 41″ O      | OT Webenheim      | ? ha   |                           |            | Stadt Blieskastel      |                                                                          |      |
| Friedhof Wolfersheim       | Wolfharistraße        | 49° 11′ 30″ N, 7° 13′ 46″ O      | OT Wolfersheim    | ? ha   |                           |            | Stadt Blieskastel      |                                                                          |      |
| Ehrenfriedhof              | Tiergartenstraße      | 49° 14′ 11″ N, 7° 15′ 16″ O      | Stadtmitte        | ? ha   |                           |            | Stadt Blieskastel      | beigesetzt Verstorbene des Zweiten Weltkrieges                           |      |
| Klosterfriedhof            | Klosterweg            | 49° 14′ 29″ N, 7° 15′ 28″ O      | Stadtmitte        | ? ha   |                           | katholisch | Kloster Blieskastel    |                                                                          |      |
| Israelitischer Friedhof    | Klosterweg            | 49° 14′ 28″ N, 7° 15′ 14″ O      | Stadtmitte        | ? ha   |                           | jüdisch    | Synagogengemeinde Saar |                                                                          |      |